# 松山正男
松山 正男（まつやま まさお、1932年 - ）は、日本の英文学者、英語教育学者。神奈川大学名誉教授、大学英語教育学会顧問。

## 経歴[1]
1932年1月14日東京蔵前生れ。
1950年都立大森高校卒業。
1959年東京都立大学 (1949-2011)英文科博士課程満期終了。
青山学院女子短期大学英文科、東京工業大学、神奈川大学教授を歴任。
非常勤講師として、早稲田大学（39年間）、慶応義塾大学（5年間）、東京都立大学 (1949-2011)（3年間）、日本英語検定協会（30年間）、文化放送大学受験ラジオ講座（30年間）、NHK教育テレビ（2年間）等でも教えた。英語教育関連の著書多数。

## 人物
「鈴木正三の聖俗一致説」という論文の中で、武士から曹洞宗の僧侶になった鈴木正三が日常の労働を重視ししていることを指摘し、仕事を通して人は修行し向上してゆくと述べている。

## 著書
- 『英語通訳ガイド試験の徹底的研究』(1976年8月)
- Chris Mosdell共著 『大学生のための会話作文20』(1982年4月)
- 『英語へのパスポート 改訂新版』(1983年4月)
- 『SLー19 中学生のための高校受験総合英語』(カセット+テキスト)(1984年9月)
- 『英・米の若者たち』(1991年4月)
- Charles Browne共著『TPOに応じた自己紹介の英会話』  (1994年6月)
- 『完成チェック新総合英語』(1995年5月)
- 『実力アップ英語構文90の演習』(1995年6月)
- 『実力アップ英語構文160の演習』(1998年3月)
- 『会話で学ぶイギリス』(2000年4月)

## 松山先生を囲む会
日本の高度経済成長期から安定成長期への兆しが見えた昭和40年代、大岡山の東京工業大学松山研究室に集う人々により活動は始まった。東京工業大学、早稲田大学など松山正男の教え子たち会員が、毎年12月の第2土曜日に「松山先生を囲む会」を開催している。松山正男神奈川大学名誉教授を中心に東京工業大学、大阪大学、信州大学、専修大学などの大学教員、英語教員、企業の社員、商社の社員、コンサルタントなどの会員が所属する。初期のころは東京工業大学の付近で開催されたが、その後都内、横浜など開催場所は広がった。先輩から後輩へ、親から子へと世代を越え、20世後半から21世紀へ世紀を越えた情報交換の場である。

## エピソード
松山研究室出身者は、恩師の人柄に惹かれ、四半世紀以上も継続して毎年12月に恩師を囲む集まりを開催している。
大学受験ラジオ講座を聞いている多くの受験生から相談の手紙をもらい、その一つ一つに丁寧に返事を出した。
教え子たちは理工系の出身者が多いが、恩師に感化され、語学を活かす職業に就いたものも多い。例えば、商社勤務や語学教師、コンサルタントなど。松山正男は、教え子で専修大学教授になった者が、試験で本当に学生を評価できるのかと悩んでいた時に、心の詩人で書家の相田みつをの「点数」と題する作品をプレゼントした。その作品には「にんげんがさき　点数は後」という一節があり、その教え子は成績評価や学生との関わり方に関し良い示唆を受けた。